# Cuerpo causal
El cuerpo Causal - originalmente llamado Karana-Sarira - es un concepto del Yoga y del Vedanta, que generalmente se refiere al cuerpo supremo o más interior que vela el atman o el verdadero Ser.
El concepto posteriormente también fue adoptado y modificado por la Teosofía, y de esta última se abrió camino en el movimiento general de la Nueva era y el esoterismo occidental contemporáneo.

## Hinduismo
Karana sarira o cuerpo causal es la causa o semilla del cuerpo sutil (sukshma sharira) y el cuerpo físico (sthula sharira). No tiene otra función que ser la semilla del cuerpo sutil y el cuerpo físico. Es nirvikalpa rupam, "forma no diferenciada".  Se origina por avidya, "ignorancia" de la identidad real del atman, dando en cambio lugar a la idea de jiva-bhuta.
Swami Sivananda define el cuerpo causal como "La ignorancia sin comienzo que es indescriptible". Siddharameshwar Maharaj, el gurú de Nisargadatta Maharaj, también describe el cuerpo causal como caracterizado por el "vacío", y la "ignorancia" y "oscuridad". En la búsqueda del "Yo soy", es un estado en el que ya no hay nada más a lo que aferrarse.
Ramanuja concluye que  es al llegar a este punto cuando se alcanza la consumación de  la unión del atman con el Paramatman, y finaliza la búsqueda del supremo Purusa, es decir Ishvara.
Según otras escuelas filosóficas, el cuerpo causal no es el atman, porque también tiene un principio y un fin y está sujeto a cambios. Shankara, sin buscar un dios personal, va más allá de Anandamaya Kosha en la búsqueda del Brahman trascendente.
La tradición india lo identifica con el Anandamaya kosha, y el estado de sueño profundo, tal como se menciona en el Mandukya Upanishad, donde el buddhi se vuelve latente y todos los  conceptos de tiempo fallan, aunque hay diferencias entre estas tres descripciones.

## Teosofía
En la síntesis de Blavatsky  de la filosofía oriental con el esoterismo occidental, la unión del Manas superior con el Buddhi (es decir, la naturaleza esencial del quinto, así como el sexto, de los siete principios) se conoce como el Cuerpo Causal (Blavatsky, Llave de la Teosofía, pp. 121, 174). Este principio superior contrasta con el inferior, el Kama-Manas, el cual es el asiento  de pasiones más bajas.
En la Teosofía de Annie Besant y C. W. Leadbeater, el "Cuerpo Causal" se refiere, no al "Buddhi-Manas" sino solo al "Manas Superior" de Blavatsky. A éste también se le conoce como el "Mental Superior", "Mente Abstracta" (en oposición al Mental Inferior "o Mente Concreta"), o "Cuerpo Causal". Está considerado el cuerpo sutil supremo, más allá incluso del cuerpo mental. Como ocurre con todos los vehículos de la consciencia, el Cuerpo Causal está asociado con un objetivo o plano cósmico, en este caso el Plano Causal. Una definición detallada del Cuerpo Causal, fue facilitada por A.E. Powell, que ha reunido la información de los trabajos de Besant y Leadbeater, en una serie de libros sobre cada uno de los cuerpos sutiles.

## Gnosticismo

### Samael Aun Weor
En la tradición de Samael Aun Weor  se enseña que la mayoría de personas han encarnado solo una fracción del cuerpo causal o el alma humana. Esta fracción se conoce como la Esencia o Buddhata, que en la humanidad está incorporada en los conjuntos psicológicos que constituyen el ego. Samael Aun Weor afirma:
Así, los diferentes agregados que hay en nuestro interior representan diferentes impulsos volitivos. Hay, por tanto, varias voluntades en nuestra psique que luchan entre sí. El animal intelectual no tiene ningún deseo autónomo, independiente y total. No hay unidad en la fuerza de voluntad del animal intelectual. Pero cuándo un hombre ha creado su Cuerpo de la Voluntad Consciente [cuerpo causal],  tiene la fuerza de voluntad individual que puede ser trabajada con todo el universo.
La forma de crear el cuerpo causal es mediante el trabajo en la "Forja del Cíclope", es decir, la alquimia sexual entre marido y mujer.